# Un mystérieux étranger
Pour plus de détails, voir Fiche technique et Distribution.
Un mystérieux étranger (The Outsider), ou L'Étranger du Montana, est un téléfilm américain réalisé par Randa Haines, sorti en 2002.

## Synopsis
Situé au XIXe siècle, le film raconte l'histoire d'amour interdite entre une jeune veuve d'une communauté amish et un bandit qu'elle a recueilli alors qu'il était blessé.

## Fiche technique
- Titre : Un mystérieux étranger
- Titre original : The Outsider
- Réalisation : Randa Haines
- Scénario : Jenny Wingfield d'après le roman de Penelope Williamson (en)
- Musique : Todd Boekelheide
- Photographie : Ben Nott
- Montage : Lisa Bromwell
- Production : Darryl Sheen
- Société de production : Coote Hayes Productions, Hallmark Entertainment et Phoenix Pictures
- Pays :  États-Unis
- Genre : Drame, romance et western
- Durée : 119 minutes
- Première diffusion : 
  -  États-Unis : 10 novembre 2002
  -  France : 10 novembre 2003

## Distribution
- Tim Daly : Johnny Gault
- Naomi Watts : Rebecca Yoder
- Keith Carradine : Noah Weaver
- David Carradine : Dr. Lucas Henry
- Thomas Curtis : Benjo Yoder
- Brett Tucker : Ben Yoder
- John Noble : Fergus Hunter
- Grant Piro : Woodrow Wharton
- Peter McCauley : Isaiah Miller
- Jason Clarke : Ray Childress
- Todd Leigh : Mose
- Aaron James Cash : Samuel Miller
- Simon Watts : Abram Miller
- Eamon Farren : Levi Miller
- Kim Knuckey : le shérif Getts
- Mick Roughan : Jarvis Kennedy
- Kathryn Smith : Fannie Weaver

## Accueil
Laura Fries pour Variety estime que le film dépasse les clichés de son scénario grâce aux performances de Tim Daly et Naomi Watts.